# Фавр, Эдуард
Эдуар(д) Фавр (фр. Édouard Favre; 6 июля 1855, Женева — 8 июня 1942, Преньи) — швейцарский историк-медиевист и краевед.

## Биография
Сын геолога Альфонса Фавра (1815—1890), происходившего из древней женевской семьи, связанной с Ами Перреном — противником Кальвина. По другой линии внук президента Генерального совета Женевы Жан-Жака Риго (1785—1854). Младший брат востоковеда Леопольда Фавра.
Учился в Женевском университете (1873—1875), затем в Лейпцигском университете, где в 1879 году защитил диссертацию на тему «Конфедерация восьми кантонов: историческое исследование о Швейцарии в XIV веке». С 1884 года сотрудник швейцарских журналов «Revue critique d’histoire et de littérature» и «Revue historique». В 1897 году приобрел и в 1907 году подарил университету города Женевы часть коллекции испанских документов XV—XVIII вв. (так называемая «коллекция Альтамира»), которые являются ценным источником по политической и экономической истории Испании.

## Работы
- La Confédération Des Huit Cantons: Étude Historique Sur la Suisse Au XIVe Siècle. — Leipzig, 1879, repr. 2010 ISBN 9781144211927
- Mémorial des cinquante premières années de la Société d’Histoire et d’Archéologie de Genève (1838—1888). — Genève, J. Jullien, 1889
- Gaspard Favre et sa donation aux fugitifs (1556): un épisode de l’opposition à Calvin dans Genève // Mémoires et documents publiés par la Société d’histoire et d’archéologie de Genève. — Genève. — T. 31(1908/1909), p. 207—341.
- Lucie Achard, Edouard Favre. La restauration de la république de Genève, 1813—1814 : témoignages de contemporains. — Genève: A. Jullien, 1913.
- Combourgeois: Genève, Fribourg, Berne. 1526. Récit historique. — Édition Atar, 1926.